# The Actress and the Cowboys
The Actress and the Cowboys è un cortometraggio muto del 1911 diretto da Allan Dwan.

## Produzione
Il film fu prodotto dalla Flying A (American Film Manufacturing Company).

## Distribuzione
Distribuito dalla Motion Picture Distributors and Sales Company, il film - un cortometraggio di 150 metri - uscì nelle sale cinematografiche USA il 26 giugno 1911. Nelle proiezioni, veniva programmato con il sistema dello split reel, accorpato in un'unica bobina con un altro cortometraggio prodotto dalla Flying A, la commedia The Sky Pilot's Intemperance.